# Platanthera blephariglottis

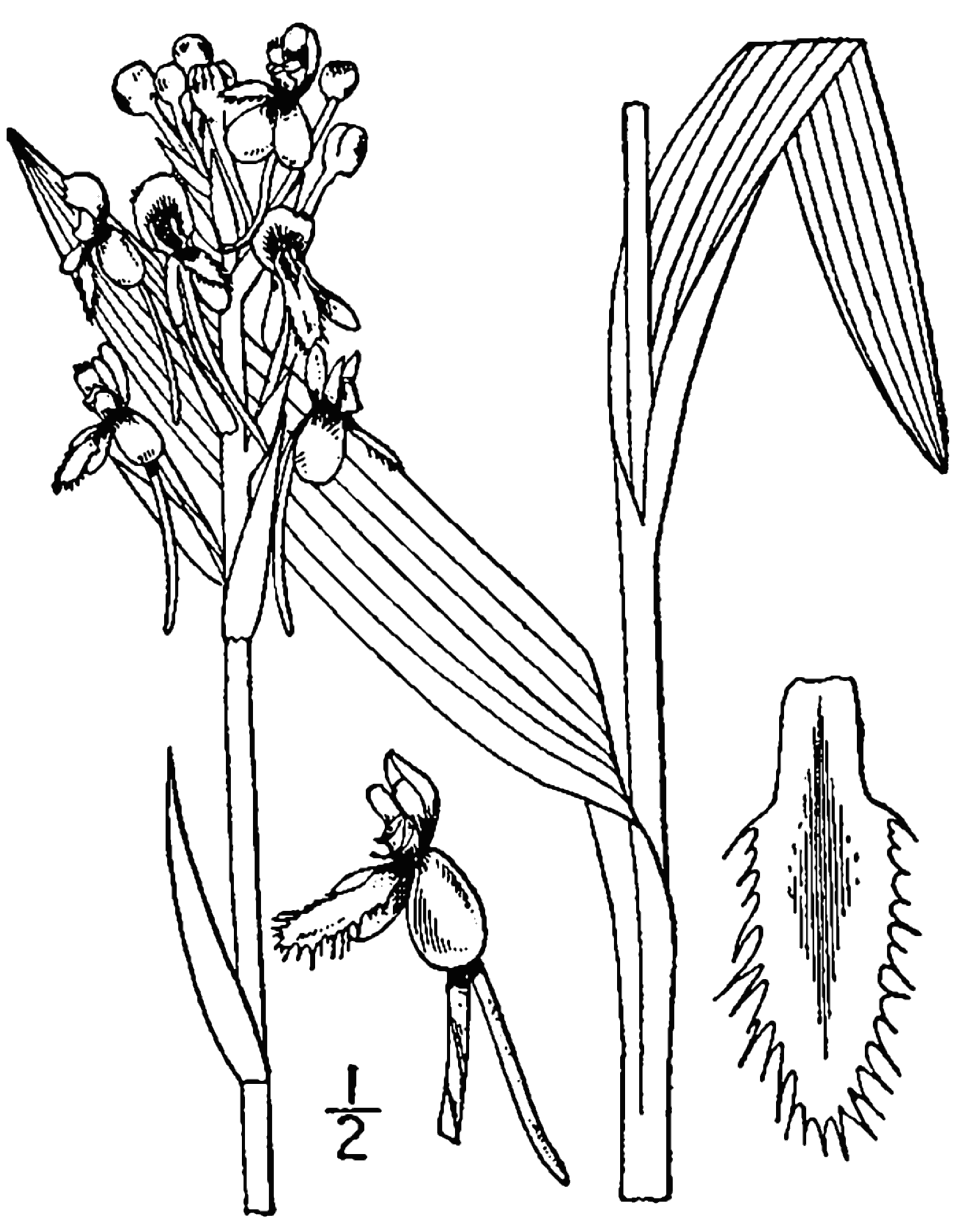
Drawing of B. blephariglottis from 1913

Platanthera blephariglottis, tên gọi thông thường trong tiếng Anh là White-fringed Orchid hoặc White-fringed Orchis (lan tua trắng), là một loài lan thuộc chi Platanthera. Đây là một loài nguy cấp ở Connecticut và Ohio, là loài có nguy cơ ở Florida, Maryland và Rhode Island, dễ bị tổn thương ở New York, và có thể có nguy cơ ở Québec. and susceptible to be threatened năm Québec.
Platanthera là một từ tiếng Hy Lạp có nghĩa là "phẳng" và "hoa", trong trường hợp này nó có nghĩa là "có bao phấn rộng hoặc phẳng", blephariglottis từ từ blepharis có nghĩa là "lông mi" hoặc "tua" hay "thanh môn".

## Mô tả
Platanthera blephariglottis là một loài thực vật cao từ 8 đến 110 cm (3-43 inch) sống ở các vùng đầm lầy và ẩm ướt bên bờ hồ và các con sông ở phía đông của Bắc Mỹ, nở hoa vào cuối xuân đến hè.
Thân và láCó ít nhất là 2 lá và vài lá rải rác mọc trên thân, lá có dạng hướng lên phía trên. Hình dáng lá là hình mũi mác có đường bao là dạng đường thẳng, dạng hình trứng hoặc hình elip.
HoaMàu trắng, nở dày đặc hoặc thưa. Các lá đài ở bên chỉa xuống dưới và bẻ ngoặt đến 90 độ, cánh hoa có dạng tua.

## Môi trường sống
Loài này thường sống ở những vùng đất chua có rong rêu, những vùng đất chua ẩm ướt là nơi sinh sống của các loài Picea mariana thuộc chi Vân sam và/hoặc loài Larix laricina thuộc chi thông rụng lá (Larix).
Phân bố
Bắc Mỹ
Miền Đông Canada: Ontario, Quebec
Miền Đông Bắc Hoa Kỳ: Connecticut, Maine, Michigan, New Hampshire, New Jersey, New York, Ohio, Pennsylvania, đảo Rhode, Vermont
Phía bắc trung tâm Hoa Kỳ: Illinois, Missouri, Wisconsin
Đông Nam Hoa Kỳ: Alabama, Delaware, Florida, Georgia, Louisiana, Maryland, Bắc Carolina, Nam Carolina, Virginia
Phía Nam trung tâm Hoa Kỳ: Texas
Nguồn: NRCS, WSH

## Hình ảnh

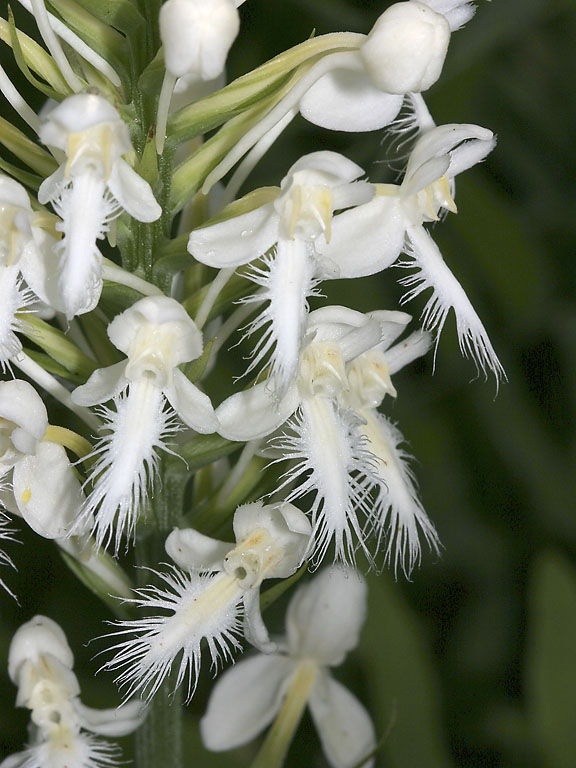
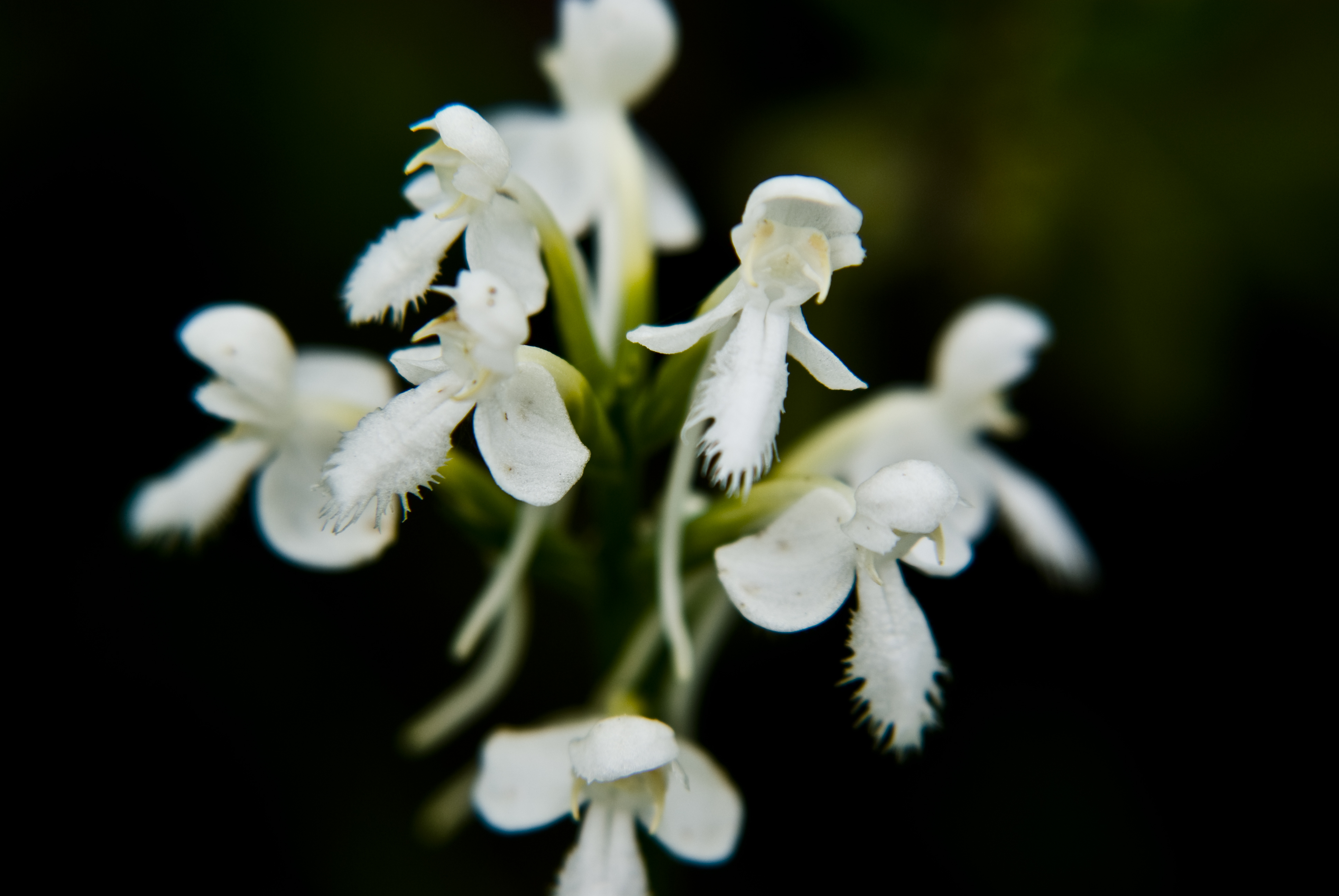